# Glyphodes scheffleri
Glyphodes scheffleri is een vlinder uit de familie van de grasmotten (Crambidae), uit de onderfamilie van de Spilomelinae. De wetenschappelijke naam van deze soort is voor het eerst voorgesteld door Embrik Strand in een publicatie uit 1912. De soort is vernoemd naar de Duitse rubberplantagehouder Georg Richard Otto Scheffler die het type heeft verzameld.
De spanwijdte van het vrouwtje bedraagt 35 millimeter.
De soort komt voor in Kenia.